# Роско Локвуд
Роско Конклејн Локвуд (енгл. Roscoe Conkling Lockwood; Upper Pittsgrove, 22. новембар 1875 — Морестаун, 24. новембар 1960) је био амерички веслач, освајач златне медаље на Олимпијским играма у Паризу 1900. године са посадом осмерца Vesper Boat Club из Филаделфије, који се такмичио за САД.
Локвуд је учествовао само у такмичењима осмераца. Посада осмерца у саставу Вилијам Кар, Хари Дебек, Џон Ексли, Џон Гајгер, Едвин Хедли, Џејмс Џувенал, Роско Локвуд, Едвард Марш и Луис Абел била је прва у полуфиналу и финалу и освојила је златну медаљу. 